# Meander River
Meander River är ett vattendrag i Australien. Det ligger i delstaten Tasmanien, i den sydöstra delen av landet, omkring 150 kilometer norr om delstatshuvudstaden Hobart.
Trakten runt Meander River består till största delen av jordbruksmark. Runt Meander River är det ganska glesbefolkat, med 48 invånare per kvadratkilometer. Genomsnittlig årsnederbörd är 967 millimeter. Den regnigaste månaden är augusti, med i genomsnitt 119 mm nederbörd, och den torraste är februari, med 41 mm nederbörd.